# 新华西路街道 (呼和浩特市)
新华西路街道，是中华人民共和国内蒙古自治区呼和浩特市回民区下辖的一个乡镇级行政单位。

## 行政区划
新华西路街道下辖以下地区：
四合兴社区、医学院社区、通道北街社区、大庆路社区和战备路社区。